# Ponurek Schneidera
Ponurek Schneidera (Boros schneideri) – rzadki gatunek chrząszcza z rodziny ponurkowatych. W Polsce reliktowy, wykazany z kilku stanowisk. Objęty ścisłą ochroną gatunkową.